# 기브온 전투 (다윗)
기브온 전투는 구약시대 다윗 집안과 사울 집안이 최초로 남북으로 갈라져 싸운 전투로 이 한번의 전투로 다윗과 이스보셋의 승패가 결정되었다.

## 배경
당시 이스라엘 남쪽 지방에는 새로 뽑힌 이새의 아들 다윗이 왕이 되었고 이스라엘 북쪽 지방에는 사울이 죽자 장수 아브넬이 세운 사울의 아들 이스보셋이 왕이 되었다. 한 나라에 두 명의 왕이 있는 것을 용서할 수 없었던 이스보셋의 장수 아브넬은 다윗을 뿌리 뽑고 남쪽 지방까지 통일하기 위해 군대를 이끌고 출정했다.
이에 다윗도 가만히 있지 않았고 다윗의 휘하 장수 요압과 그의 동생 아비사이와 아사헬이 군대를 이끌고 출정했다.

## 전투 과정
다윗의 부하 요압은 기브온 못 가에서 아브넬의 군대와 마주쳤다. 한편은 못 이쪽에 다른 편은 못 저쪽에 자리 잡았는데 그때 아브넬이 각 편의 부하 장수들을 내보내 겨루기를 제의하자 요압도 응했다.
그래서 아브넬 쪽에서는 베냐민 출신 장수 12명과 요압 쪽에서는 다윗의 부하들 12명이 나갔다. 그들은 저마다 상대방의 머리를 붙잡고 칼로 옆구리를 찔러 함께 쓰러졌는데 그래서 그곳을 '옆구리 벌판' 이라고 했는데 그곳이 기브온이다.
그날 싸움은 매우 치열했고 결국 아브넬의 장수들이 다윗의 부하들에게 패배하였다. 요압과 동생 아비사이, 아사헬도 나갔는데 특히 아사헬은 들에 사는 영양보다 달음박질이 빨랐다. 아사헬은 아브넬을 뒤쫓아 갔고 아브넬은 갑자기 뒤돌아 다른 장수를 잡으라고 설득했으나 아사헬은 이를 거부하고 계속 아브넬을 뒤쫓았다.
그러자 아브넬은 창을 겨누어 아사헬을 배를 찔러 그 자리에서 죽였다. 하지만 요압과 아비사이는 계속 아브넬을 뒤쫓아 해질 무렵 기브온 광야로 가는 길아의 기아 맞은 쪽에 있는 암마 언덕에 이르렀다.
그때 베냐민 집안의 장수들이 아브넬 뒤로 와 요압을 설득했고 더 이상 아브넬을 뒤쫓지 않았다. 그날 아브넬과 그의 부하들을 밤새도록 걸어 아라바를 지나 요르단강을 건너고 오전 내내 걸어 이스보셋파의 근거지 마하나임에 이르렀다.
요압이 군사들을 사열했는데 동생 아사헬과 용사 19명이 없었다. 그러나 대신 다윗의 부하들을 베냐민 출신 군사와 아브넬의 부하 360명을 쳐 죽여 승리를 거두었다.
그들은 아사헬을 메어 베들레헴에 있는 그의 어머니 츠루야의 무덤에 묻었다. 그 다음 요압과 그의 부하들은 밤새도록 걸어 다윗파의 근거지 헤브론으로 돌아갔다.

## 결과
기브온 전투의 승리로 정세는 다윗파 쪽으로 기울어졌고 나중에는 아브넬이 다윗에게로 망명하고 이스보셋의 왕국은 멸망하기에 이른다.